# Braidwood
Braidwood è un comune degli Stati Uniti d'America, situato in Illinois, nella contea di Will.